# Montélier
Montélier ist eine französische Gemeinde mit 4284 Einwohnern (Stand: 1. Januar 2022) im Département Drôme in der Region Auvergne-Rhône-Alpes. Sie gehört zum Arrondissement Valence und zum Kanton Valence-2. Die Einwohner werden Montélien(ne)s genannt.

## Geographie
Montélier liegt etwa zehn Kilometer östlich von Valence. Durch die Gemeinde verläuft der Canal de la Bourne. Umgeben wird Montélier von den Nachbargemeinden Alixan im Norden, Charpey im Osten und Nordosten, Châteaudouble im Südosten, Chabeuil im Süden sowie Valence im Westen.

## Bevölkerungsentwicklung
| Jahr                       | 1962 | 1968 | 1975 | 1982 | 1990 | 1999 | 2006 | 2016 |
| Einwohner                  | 1004 | 1058 | 1276 | 2126 | 2738 | 3120 | 3268 | 4077 |
| Quellen: Cassini und INSEE |      |      |      |      |      |      |      |      |

## Sehenswürdigkeiten

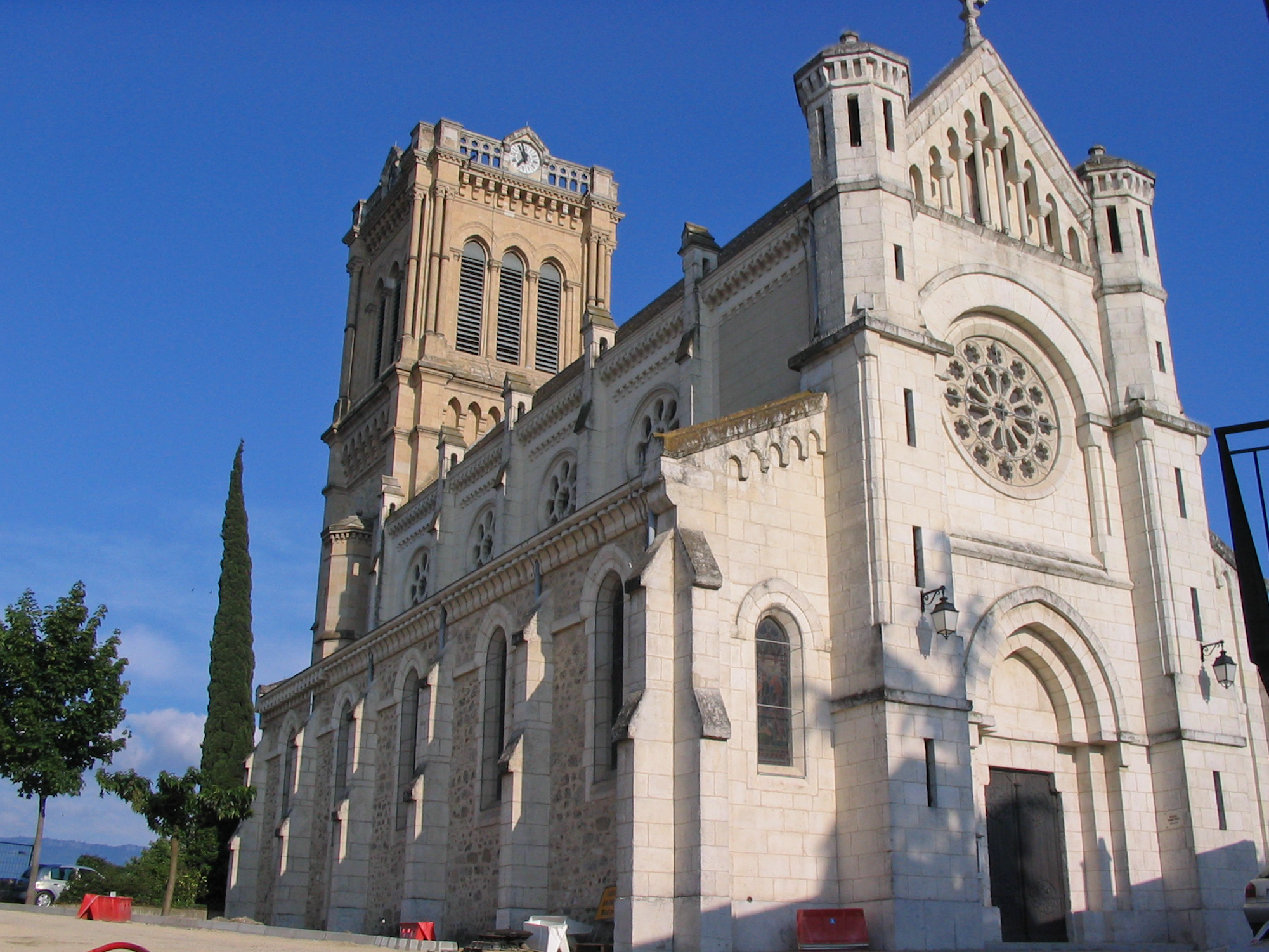
Kirche Saint-Prix

- Kirche Saint-Prix, 1892 bis 1902 an der Stelle der alten romanischen Kirche erbaut
- Kapelle von Fauconnières aus dem 17. Jahrhundert
- Schloss Monteynard
- Rotonde de Montmusard, Schloss aus dem 14. Jahrhundert

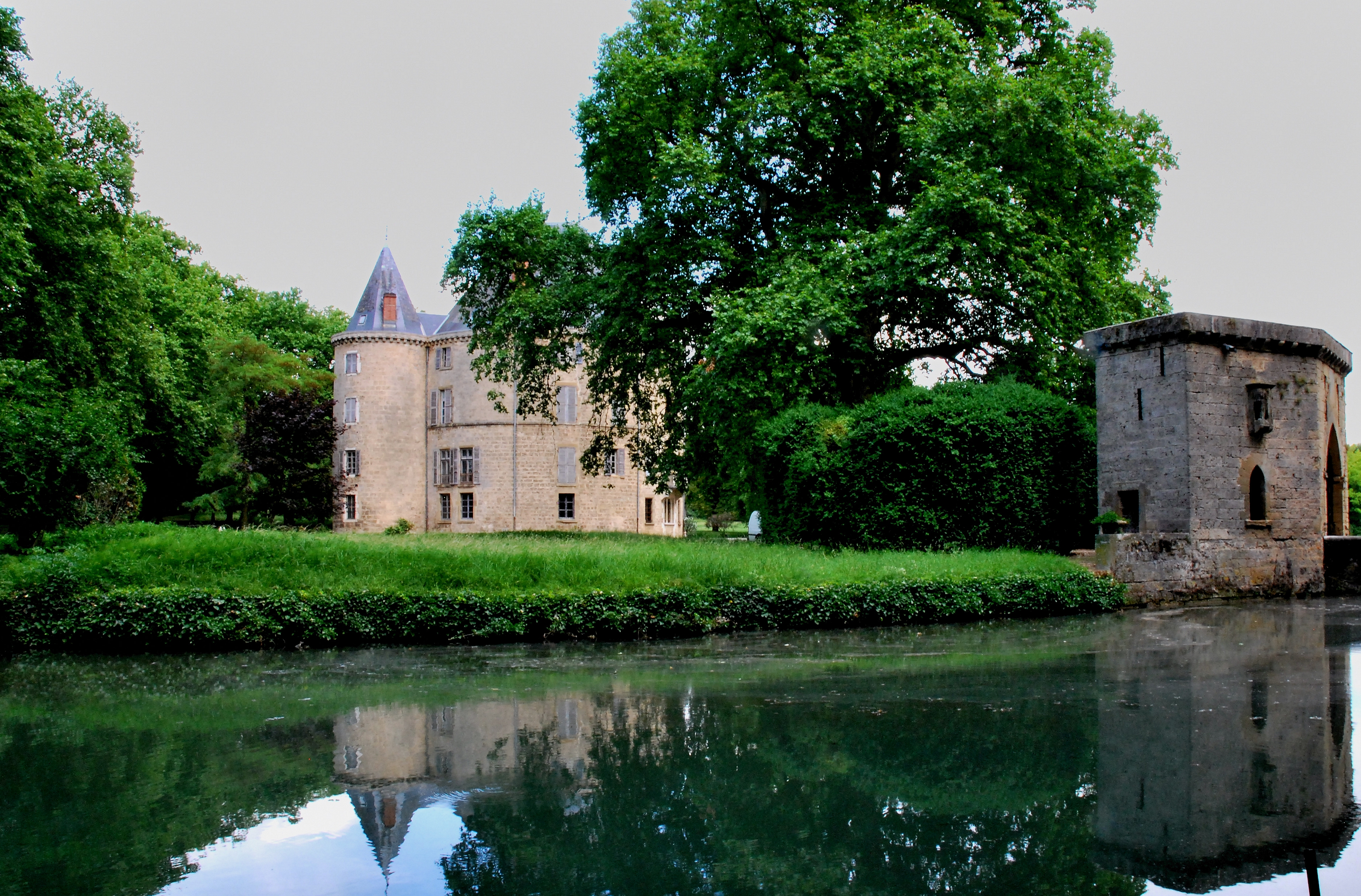
Rotonde de Montmusard

- Madagaskar-Museum